# Oscinella ventralis
Oscinella ventralis är en tvåvingeart som beskrevs av Becker 1916. Oscinella ventralis ingår i släktet Oscinella och familjen fritflugor.
Artens utbredningsområde är Taiwan. Inga underarter finns listade i Catalogue of Life.